# Tibtenga (Pissila)
Pour les articles homonymes, voir Tibtenga.
Tibtenga est une localité située dans le département de Pissila de la province du Sanmatenga dans la région Centre-Nord au Burkina Faso.

## Géographie
Localité constituée de centres d'habitation dispersés disposés autour d'un grand bouli (point d'eau pour l'abreuvage des troupeaux) central, Tibtenga se trouve à 4 km au sud-est de Poulallé, à 10 km au sud du centre de Pissila, le chef-lieu du département, et à environ 30 km à l'ouest de Kaya, la capitale régionale.
Le village est à 9 km au sud de la route nationale 3, axe important reliant à Tougouri à Kaya.

## Histoire
Les autochtones de Tibtenga seraient venus de Ouagadougou, plus précisément Gouangin. C’était à la suite d’une défaite à la chefferie de ce royaume que les fondateurs de Tibtenga ont quitté Ouagadougou pour le north. 
Sur le chemin, ils sont hébergés à Nioko, où leur hôte leur donne sa fille en mariage. 
Après installation à l’actuel Tibtenga, les habitants étaient perturbés par des esprits maléfiques. Ce qui a amené leur femme et mère a repartie chez son père pour demander des fétiches protecteurs, appelés Tiibo. C’est ce fétiche qui donnera nom “Terre de Tiiba” ou encore Tibtenga. 
Avec le temps, les enfants du fondateur se sont dispersés pour fonder leurs villages respectifs: Wapassi, Webdboulgou, Tokblogo, et Amparogdé. Le centre du village reste Koutogin/Tibtenga.

## Économie
L'activité du village est essentiellement agro-pastorale et repose également sur la présence d'un important marché local.

## Éducation et santé
Le centre de soins le plus proche de Tibtenga est le centre de santé et de promotion sociale (CSPS) de Poulallé tandis que le centre hospitalier régional (CHR) se trouve à Kaya.
Le village possède une école primaire publique.